# Felice Alessandri
Pour les articles homonymes, voir Alessandri.
Felice Alessandri (environs de Rome, 24 novembre 1747 - Casinalbo di Formigine, 15 août 1798) est un compositeur et claveciniste italien du XVIIIe siècle.

## Biographie
Après avoir étudié la musique à Naples, Felice Alessandri débute en 1765 à Rome avec la représentation de sa première œuvre, l'oratorio Il Tobia. Par la suite actif à Turin, où il est maître de chapelle et claveciniste, et à Paris, où il reçoit des succès notables en dirigeant le Concert Spirituel. De retour en Italie en 1767, d'abord à Vérone où il met en scène Ezio, son premier opéra, il est ensuite à Venise pour représenter Il matrimonio in concorso.
Peu après il accompagne son épouse, la cantatrice Maria Lavinia Guadagni (sœur du castrat Gaetano Guadagni), à Londres, où il compose des opéras-bouffe pour le Théâtre Haymarket, et où il dirige des œuvres d'autres compositeurs, comme Baldassare Galuppi et Niccolò Piccinni. En 1768 à Vienne il donne L'argentino et en 1770 de nouveau à Londres, il se produit comme virtuose du clavecin.
Il continue de voyager en Europe et s'arrête en 1773 à Gênes et à Dresde et donne lors du Carnaval de Milan en 1774 Medonte, re d'Epiro au théâtre ducal, il s'arrête ensuite à Turin, où il demeure de l'automne 1774 à avril 1775 pour y travailler comme compositeur d'opéra. Après être passé par Venise, l'année suivante il est l'invité du compositeur et ténor français Joseph Legros à Paris avec lequel il dirige le Concert Spirituel et où il écrit des musiques pour le Concert des Amateurs.
En 1778 il quitte la capitale française pour aller à Milan donner l'opéra Calliroe et le ballet Venere in Cipro à la Scala. Dans les années suivantes il est souvent engagé pour écrire des opéras pour les principaux théâtres italiens ; à cette période il est principalement actif à Padoue, ville où il est directeur du Nouveau Théâtre et où il écrit Le virtù rivali dédié au vice-maire de Padoue Alvise Mocenigo.
En 1786 il est à Saint-Pétersbourg pour se mettre au service de la Cour Impériale de Russie, mais il ne trouve rien d'autre qu'une place de professeur, par conséquent en automne 1789 il quitte la Russie et se rend à Berlin, où il est nommé adjoint du maître de chapelle de l'opéra de la cour de Prusse. Son séjour à la cour prussienne n'est pas le meilleur: en fait par contraste avec ses collègues (surtout avec le maître de chapelle Johann Friedrich Reichardt) et avec le roi Frédéric-Guillaume III de Prusse, ses œuvres scéniques sont presque toutes des échecs (on retient en particulier Dario, le pastiche Vasco de Gamo et Alboino).
En automne 1792 il revient en Italie et après avoir représenté Virginia  à Venise en  1793, Medea  à Paris et Zemira et Armida à Padoue, il donne son dernier opéra dont le titre est inconnu à Modène au Théâtre Rangoni, ville dans laquelle il est entré comme membre de l' Accademia dei Filarmonici le 16 février 1796.

## Considérations sur l'artiste
Dans ses œuvres scéniques il fait référence aux modèles conventionnels utilisés  à l'époque dans l'opéra. L'opéra seria des années 1790 fait sentir quelque changement qui caractérise ce genre, la présence de chœurs, scènes complexes et usage de la pantomime. Ses opéra-bouffe reflètent les caractéristiques des drammi giocosi de l'époque avec des éléments de l'opéra semiseria.

## Sources
- (it) Cet article est partiellement ou en totalité issu de l’article de Wikipédia en italien intitulé « Felice Alessandri » (voir la liste des auteurs).